# Dekanat Lublin – Podmiejski
Dekanat Lublin – Podmiejski – jeden z 28 dekanatów w rzymskokatolickiej archidiecezji lubelskiej.

## Parafie
W skład dekanatu wchodzi 9 parafii:
- parafia Wniebowzięcia NMP – Bystrzyca
- parafia Maryi Matki Kościoła – Jawidz
- parafia św. Anny – Kijany
- parafia św. Barbary – Łuszczów
- parafia Najświętszego Serca Jezusowego – Pliszczyn
- parafia NMP Nieustającej Pomocy i Miłosierdzia Bożego – Świdnik Duży
- parafia Ciała i Krwi Pańskiej – Turka
- parafia Jezusa Miłosiernego – Turka os. Borek
- parafia Trójcy Przenajświętszej – Wólka

## Sąsiednie dekanaty
Lubartów, Lublin – Północ, Lublin – Śródmieście, Lublin – Wschód, Łęczna, Parczew (diec. siedlecka), Świdnik